# NEMO-3
NEMO-3 (Neutrino Ettore Majorana Observatory) è un esperimento di fisica delle particelle volto alla ricerca del doppio decadimento beta senza neutrini, in corso dal 2003 all'interno del traforo stradale del Frejus. È dedicato al fisico italiano Ettore Majorana.

## Descrizione
Il progetto NEMO, frutto di una collaborazione internazionale avviata nel 1989, si è avvalso fino al 1997 di due esperimenti pilota, il NEMO-1 e il NEMO-2. L'esperimento attuale, NEMO-3, ha avuto inizio il 23 gennaio 2003 ed è terminato l'11 gennaio 2011. L'osservazione del doppio decadimento beta in assenza di neutrini proverebbe che il neutrino è un fermione di Majorana, fornendo anche una misura della sua massa. L'esperimento ha importanti risvolti anche per spiegare alcuni aspetti della teoria della supersimmetria.
La ricerca viene condotta nel "Modane Underground Laboratory", situato sotto il massiccio del Frejus per impedire il passaggio di altre particelle che falserebbero i risultati dell'esperimento. Viene usata una struttura cilindrica divisa in 20 settori, contenenti diversi tipi di isotopi, sotto forma di sottili fogli metallici, con una superficie totale di 20 m2. I principali isotopi sono circa 7 kg di molibdeno-100, circa 1 kg di selenio-82, e piccole quantità di cadmio-16, neodimio-150, zirconio-96 e calcio-48.
Appositi sensori posti ai due lati dei fogli metallici captano gli elettroni e positroni emessi nel corso del doppio decadimento beta.
Nei primi cinque anni di ricerca (fino al 2008) non è stato osservato alcun doppio decadimento beta in assenza di neutrini. Nel 2009 è stato annunciato che l'esperimento NEMO-3 ha potuto accertare che l'emivita del molibdeno-100, per quanto riguarda il doppio decadimento beta in assenza di neutrini, è maggiore di 1024 anni. Da ciò si ricava che la massa del neutrino è compresa, in funzione del modello nucleare scelto per calcolare l'emivita, tra 0,5 e 1,0 eV.
Il progetto NEMO-3 è terminato nel gennaio 2011. L'analisi dei dati raccolti in quasi cinque anni di durata del progetto continuerà fino alla pubblicazione dei risultati finali.
È in corso di costruzione il suo successore, il SuperNEMO, che avrà gli stessi obiettivi del NEMO-3 ma potrà disporre di apparecchiature e strumentazioni molto più potenti.